# Formica polyctena
Formica polyctena es una especie de hormiga roja europea de la madera del género Formica y la familia Formicidae. Se la encuentra en numerosos países de Europa. Es una especie eusocial, que posee un sistema de castas característico de trabajadores estériles y una casta reproductora muy reducida. Las hormigas posee una característica genética que les permite identificar que otras hormigas son miembros de su nido y cuales son foráneas. Cuando se enfrenta a este tipo de invasores foráneas F. polyctena posee un sistema para activar una alarma. Puede liberar feromonas que disparan una respuesta de alarma en otras hormigas en la proximidad.
Para que las larvas y pupas que se encuentran en el nido se desarrollen de manera apropiada es importante que la temperatura sea la adecuada. Varias características de los nidos se combinan para asegurar que la temperatura sea la correcta mediante regulación de la humedad, radiación, y aun el calor metabólico aportado por las actividades que realizan los trabajadores.
Se la encuentra en Austria, Bélgica, Bulgaria, República Checa, Finlandia, Francia, Alemania, Hungría, Italia, Letonia, Lituania, los Países Bajos, Noruega, Polonia, Rumania, Rusia, Serbia y Montenegro, Eslovaquia, España, Suecia, Suiza, y Ucrania.